# Schiermonnikoog
Schiermonnikoog (západofrísky Skiermûntseach) je nizozemský ostrov, patřící do Západofríských ostrovů. Administrativně patří k nizozemské provincii Frísko. Rozloha ostrova je 40,54 km², s přináležící plochou moře celkem 158,52 km². Na ostrově leží stejnojmenná obec a národní park.

## Historie
První písemná zmínka o ostrově pochází z roku 1440. Nejstarším známým majitelem bylo cisterciácké opatství v Klaarkamp blízko Rinsumageast na pevnině. Ostrov měl tehdy prokazatelně jiný tvar a ležel severněji, mořskou činností se plochý písečný ostrov během staletí pozvolna přesouvá jihovýchodně. Během reformace, v roce 1580, přešel do majetku státu Frísko, který jej kolem roku 1640 prodal bohaté rodině Stachouwerů. Dalších tři sta let zůstal v soukromém vlastnictví. Kolem roku 1700 bylo na ostrově několik vesnic. Westerburen, největší z nich, podlehla postupujícímu moři a východně od něj byl založen Oosterburen, dnešní obec Schiermonnikoog. V roce 1859 Stachouwerovi prodali ostrov Johnu Erikovi Banckovi z Haagu. Ten začal písečné duny osazovat porosty kamýše, aby je stabilizoval a vybudoval pobřežní hráz. V roce 1878 od něj koupil ostrov německý šlechtic Hartwig Arthur van Bernstorff-Wehningen. Během druhé světové války byl ostrov okupován německými vojsky a opevněn jako součást Atlantického valu. Spojeneckými vojsky byl osvobozen až 11. června 1945 jako poslední území v Evropě. Po válce byl ostrov nizozemskou vládou zkonfiskován a stal se samostatnou obcí v rámci Fríska.

## Cestovní ruch
Hlavním zdrojem příjmů je cestovní ruch. Většina ostrova, zejména východní část, je národním parkem s písečnými dunami. Hnízdí zde řada druhů ptáků, v době hnízdění je proto přístup omezen. Dopravu zajišťují trajekty z pevniny z města Lauwersoog, není dovolena přeprava aut. Běžným dopravním prostředkem po ostrově je jízdní kolo. Za odlivu je možno dojít na ostrov z pevniny pěšky po mořském dně.

## Odraz v kultuře
Na ostrov byl zasazen děj kriminálního románu Ostrov šedých mnichů z roku 2015 od Michaely Klevisové. Název knihy vycházel z překladu slova „Schiermonnikoog“ – „schier“ je archaické označení šedé barvy odkazující na oděv cisterciáckých mnichů žijících na ostrově, „monnik“ znamená „mnich“ a „oog“ je jedno z pojmenování „ostrov“. Název Schiermonnikoog tak znamená ostrov šedých mnichů.

## Galerie

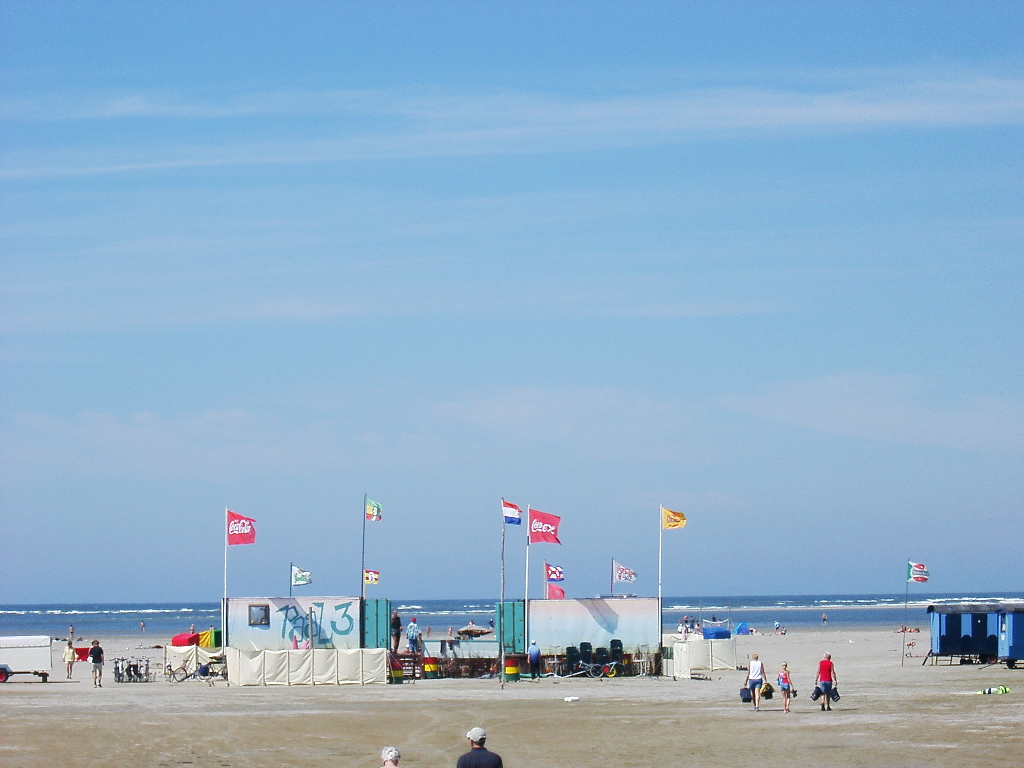
Pláž
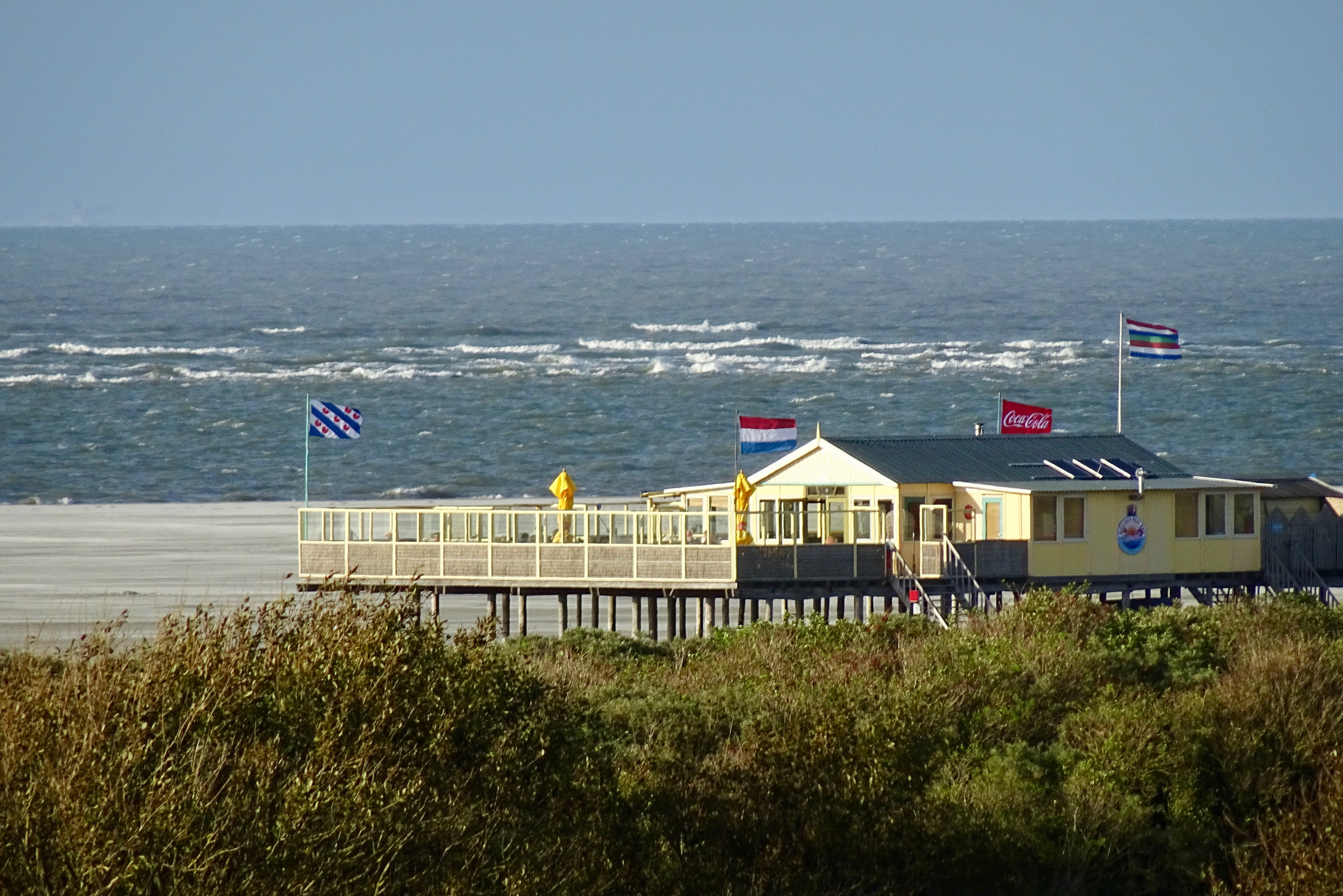
Plážový dům
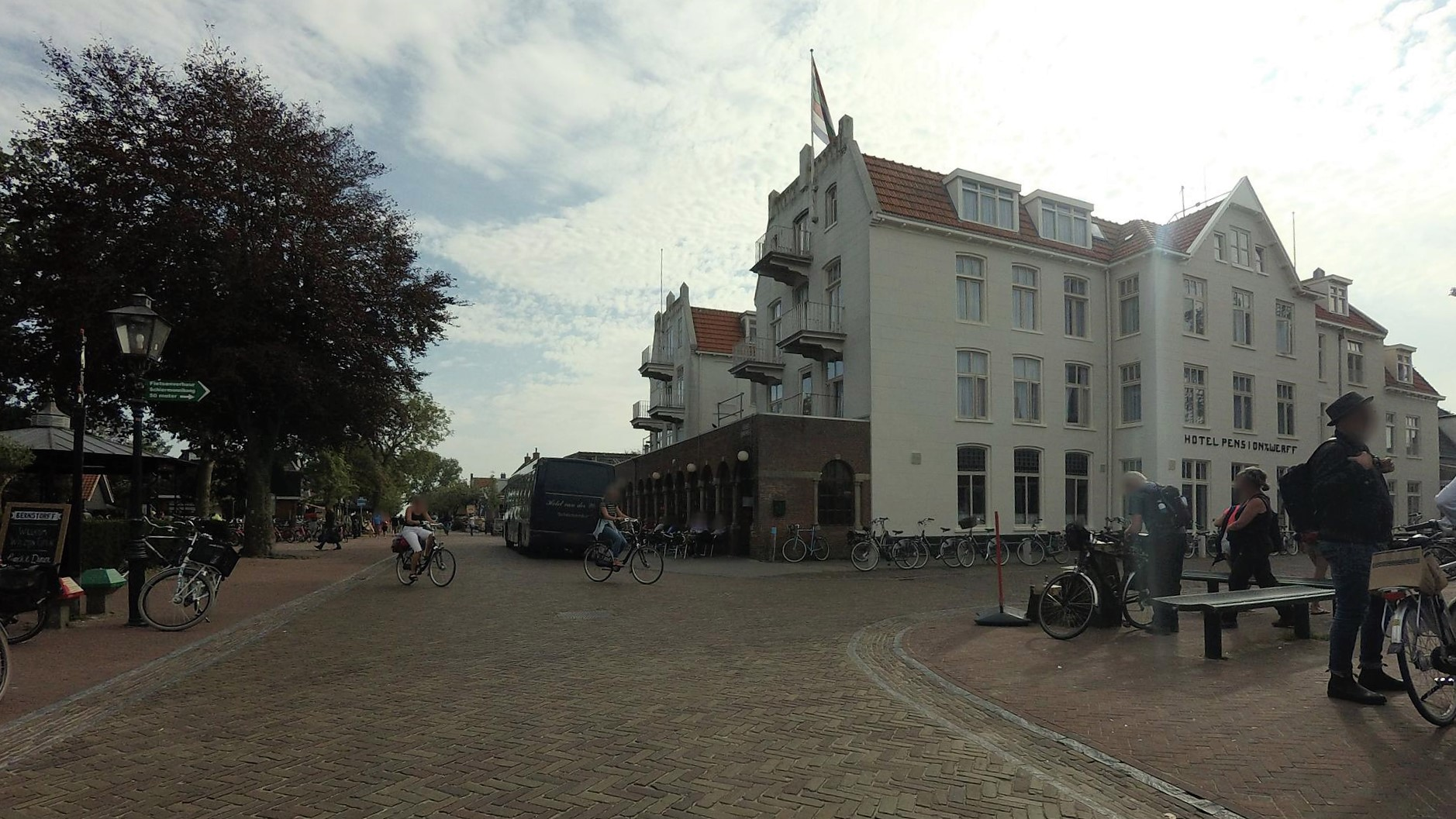
Hotel van der Werff
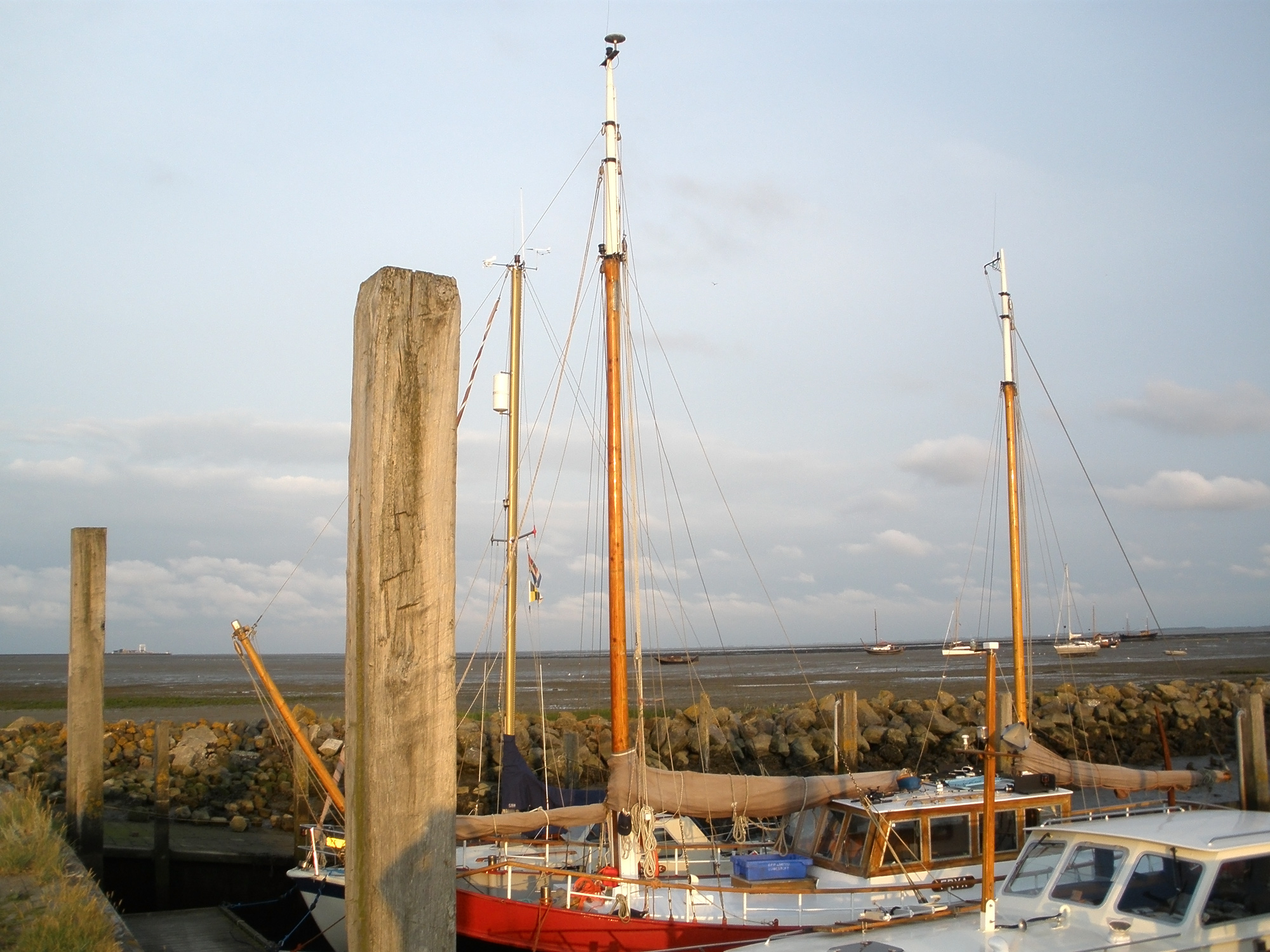
Marina při odlivu